# Kalaidînți, Lubnî
Kalaidînți (în ucraineană Калайдинці) este localitatea de reședință a comunei Kalaidînți din raionul Lubnî, regiunea Poltava, Ucraina.

## Demografie
Componența lingvistică a localității Kalaidînți
     Ucraineană (98,82%)
     Rusă (1,08%)
     Alte limbi (0,1%)
Conform recensământului din 2001, majoritatea populației localității Kalaidînți era vorbitoare de ucraineană (98,82%), existând în minoritate și vorbitori de rusă (1,08%).